# Asri Akbar
Asri Akbar (sinh ngày 29 tháng 1 năm 1984) là một cầu thủ bóng đá người Indonesia hiện tại thi đấu cho 
Borneo F.C. ở vị trí tiền vệ ở Liga 1.

## Sự nghiệp
Ngày 26 tháng 8 năm 2012, anh ký hợp đồng với Persib Bandung. Ngày 26 tháng 10 năm 2013, anh chuyển đến Sriwijaya FC. Mặc cho sự quan tâm của các đội khác, anh gia hạn hợp đồng và thi đấu cho Sriwijaya FC ở Indonesia Super League 2015.